# جیسون جونز (بازیگر)
جیسون جونز (به انگلیسی: Jason Jones) (زاده ۳ ژوئن ۱۹۶۷) بازیگر کانادایی است.
از کارهای معروف او می‌توان به بازی در فیلم نوچه ۲ و هنر سرقت اشاره کرد.